# Ctenotus colletti
Ctenotus colletti (жовтохвостий гребневухий сцинк) — вид сцинкоподібних ящірок родини сцинкових (Scincidae). Ендемік Австралії. Вид названий на честь норвезького зоолога Роберта Коллетта.

## Поширення і екологія
Жовтохвості гребневухі сцинки мешкають на північному заході регіону Кімберлі в Західній Австралії. Вони живуть в напівпустеляних чагарникових заростях, що ростуть серед червоних пісків.